# نوو کاونچن

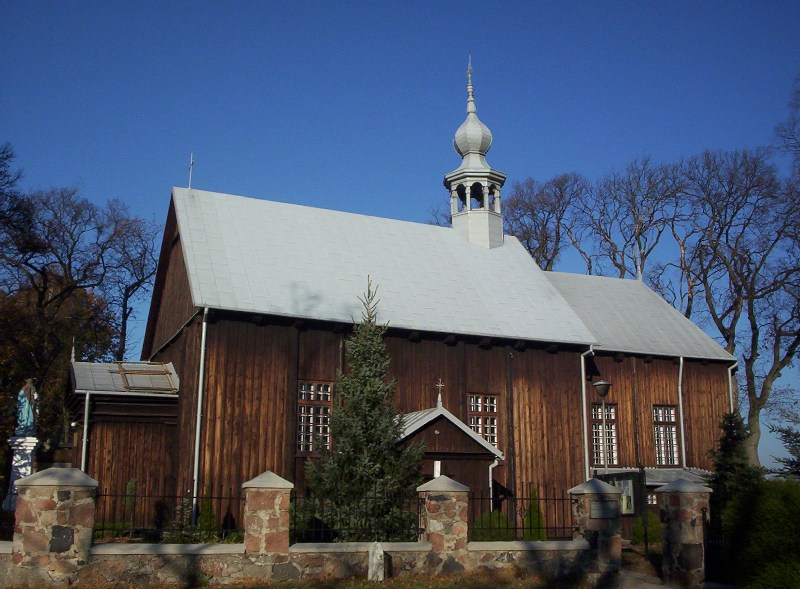
کلیسایی واقع در روستای نوو کاونچن

نوو کاونچن (به لاتین: Nowy Kawęczyn) یک روستا در لهستان است که در گمینا نوو کاونچن واقع شده‌است. نوو کاونچن ۱۱۰ نفر جمعیت دارد.